# 不要追究過去
《不要追究過去》（韓語：과거를 묻지 마세요）是韓國OCN於2008年5月至6月期間播放的OCN原創電視電影作品（OCN TV Movie Series，現已整合為OCN Original，過往作品列表可參照OCN Original Series），由金元嬉、金承洙、金有美、鄭有錫主演，講述了能透過嗅覺得知男人過去的女子透過能力協助重案組刑警辦案的奇幻懸疑故事。

## 演員陣容

### 主要人物
| 演員   | 角色   | 介紹 |
| 金元嬉 | 郭善泳 | 善熙的朋友，神鼻研究所合夥人。在前往新婚旅行的途中遭遇意外，覺醒了以嗅覺知曉男人過去的能力，並在新婚之夜透過此能力得知了丈夫偷吃的事實，隨即離了婚。對她來說男人無法相信，也不應該相信。離婚後藉此能力和善熙合開了神鼻家庭矛盾研究所，專門調查家庭事務。在一次事件中偶然認識了重案組刑警朴永德，就這麼被牽扯進了一樁樁的案件裡。 |
| 金承洙 | 朴永德 | 重案組刑警。從未有過實際的交往對象，最多也不過就是一起喝了幾次酒的程度。在一次事件中遇上了自稱能聞到男人過去的善泳，抱著半信半疑的心態向其尋求協助並漸漸和她熟悉了起來。對他來說，郭善泳是個難以相信卻又不得不相信的女人。暗自喜歡著善泳。                                                                                       |
| 金有美 | 張善熙 | 善泳的朋友，原經營服裝事業，後與善泳共同經營神鼻研究所。相信著大韓民國裡肯定有她能相信的男人，總是快速地和男人陷入熱戀，而後又哭哭啼啼地結束戀情。每次戀情結束時都會讓善泳替她保管戒指，引以為戒，但從未真正起到效果。 |
| 鄭有錫 | 徐其宇 | 正園產業秘書室長，充滿謎團的男人。被父母拋棄在火車上其後被朱惠媛收養，因而對養母有高度忠誠心。做事乾淨俐落，冷酷無情。能透過接觸知曉對方的過去。 |

### 善泳相關人物
| 演員                    | 角色                    | 介紹 |
| 金甲洙                  | 郭尚賢                  | 善泳的爸爸。在老家經營植栽花卉生意。                                                                             |
| 宋玉淑                  | 韓孝貞                  | 照顧著善泳爸爸還有善泳的阿姨。喜歡善泳的爸爸。                                                                   |
| 李甫姬 （青年：裴民熙） | 允徐敬 （化名：許勝日） | 善泳的母親，前東明商社社長秘書。透過能力得知了社長的非法行徑，向檢察舉發後遭到商社勢力的壓迫，迫不得已佯裝身亡。 |

### 神鼻研究所
| 演員   | 角色   | 介紹                                                                                 |
| 趙震雄 | 裴允邱 | 神鼻研究所職員，生著一張與年齡不相符的老臉還有與個性不相符的魁梧體格。暗戀善熙。     |
| 鄭俊   | 張俊錫 | 善熙的弟弟。在母親的指示下歸國，陰差陽錯地加入到了姐姐的事務所中。後成為重案組刑警。 |

### 江南警察署
| 演員   | 角色     | 介紹                                                    |
| 金在萬 | 韓錫久   | 重案組刑警，永德的後輩。因想成為韓國的FBI而加入重案組。 |
| 朴忠善 | 刑警班長 | 重案組班長。為孩子的醫藥費誤入歧途，最終舉槍自盡。      |

### 其他人物
| 演員   | 角色               | 介紹 |
| 李炳俊 | 金東萬             | 前OK徵信社社長，因業務性質雷同而對善泳善熙抱有競爭意識。後與尚賢一同經營老鷹五兄弟雞爪店。                           |
| 李在勳 | 尚賢               | 前OK徵信社職員，後與東萬一同經營老鷹五兄弟雞爪店。                                                                   |
| 朴載正 | 丹尼爾·鄭 / 鄭萬水 | 神鼻研究所樓下酒吧的老闆，一個善泳聞不到過去、只看得到一片白的男人。向善泳告白被拒後離開韓國，前往加拿大。           |
| 文熙景 | 朱惠媛             | 東明商社二女兒，其宇的養母。認定是西景造就了她家的悲劇，對其懷恨在心並堅信她依然活著，二十年來鍥而不捨地尋找其蹤跡。 |
| 黃東柱 | 李相遇             | 善泳交往多年的男友，被察覺偷吃的事實後隨即與善泳離婚。                                                               |
| 箕恩世 | 潤貞               | 相宇的劈腿對象。 |
| 李日載 | 崔尚燮             | 尚燮派老大。 |
| 金賢哲 | 宗哲               | 貞淑的丈夫。 |
| 李賢慶 | 貞淑               | 善泳的同學，因為懷疑丈夫出軌而委託神鼻研究所調查。                                                                   |
| 孫恩書 | 美善               | 宗哲的女兒。 |
| 明志娟 | 美英               | 整形診所護士，乙醚連環殺人案的兇手。                                                                                 |
| 池承炫 | 皮膚管理師         | 神鼻研究所的調查對象。                                                                                               |
| 金度英 | 靜花               | 未來食堂老闆娘，想替失憶的丈夫尋找親人而委託了神鼻研究所。                                                           |
| 李相怡 | 韓恩靜             | 酒店公關小姐，為了尋找失蹤的好友兼同事鄭美娜而拜訪神鼻研究所。                                                       |
| 安慧京 | Jenny              | 恩靜的同事。 |
| 李茂生 | 白相哲             | 正園產業會長之子，美娜的客人。                                                                                       |
| 李榮蘭 | 崔智秀             | 正園產業會長，惠媛的復仇對象之一。                                                                                   |
| 金炫廷 | 女社長             | 接替丹尼爾經營酒吧的女社長。                                                                                         |

### 特別出演
| 演員   | 角色        | 介紹             |
| 林炯俊 | 東根        | 靜花的丈夫。     |
| 李秀英 | 英子        | 善熙的朋友。     |
| 崔圭桓 | 同僚刑警1   | 永德的同事。     |
| 趙安   | 同僚刑警2   | 永德的同事。     |
| 尹東煥 | 國情院要員1 | 跟蹤善泳的男子。 |

## 製作
2007年5月8日，電視劇製作公司Yellow娛樂宣布金元嬉將主演100%事前製作電視劇《不要追究過去》，該劇由MBC綜藝劇《推理紀錄片 別巡檢》的導演金興東執導，劇本則由曾與金元嬉合作《黑道千金逼我嫁》系列電影的電影導演鄭勇基所帶領的編劇團隊負責。5月16日，確定金有美加入主演陣容；5月21日，確定金承洙出演男主角，其他演員包括鄭有錫、朴載正、鄭俊、金甲洙、宋玉淑等，將於22日正式開拍。10月底，全劇完成拍攝。
2008年4月1日，Yellow娛樂宣布有线电视頻道OCN取得播映權，OCN同日宣布預計5月中旬推出該劇。4月30日，確定於5月17日起每週六、日中午12時在OCN播出，一次播出兩集。5月6日，金元嬉、金承洙、金有美、鄭有錫、金興東和鄭勇基出席製作發布會。

## 收視率
《不要追究過去》於2008年5月17日在有线电视頻道OCN首播，第1-4集的平均收視率為0.7%；第16集的最高收視率達1.5%。

## 外部連結
- Daum上《不要追究過去》的資料